# Paramida
Paramida (stylisé PARAMIDA) est une productrice et DJ allemande de musique électronique. Basée à Berlin, elle devient DJ résidente au Panoramabar de Berghain, puis DJ itinérante. En 2014, elle fonde le label discographique Love on the Rocks. Paramida compte trois EP solo. En 2023, elle est nommée dans l'émission 100 Women de la BBC.

## Biographie

### Jeunesse
Paramida naît et grandit en Allemagne, où son amour précoce pour la musique est suscité par des mixtapes éclectiques et un goût pour le punk rock et la Motown. Elle se retrouve par la suite attirée par la musique électronique,. Lors d'un voyage à Toronto, au Canada, à l'âge de 12 ans, elle achète des CD de Laurent Garnier et le First Album de Miss Kittin et The Hacker, ce qui stimule son intérêt pour ce genre musical.
Entre ses 13 et 17 ans, Paramida vit à Téhéran, où elle fréquente une école allemande. Elle y assiste à des fêtes underground illégales et se fait rapidement connaître pour ses danses. Après son retour définitif en Allemagne, elle vit à Wiesbaden, où elle découvre la scène des clubs de Francfort. Elle se rend dans les clubs de Francfort et de Berlin, où elle passe ses journées et ses nuits à danser et à se passionner pour la house. Paramida s'installe à Berlin en 2010.

### Carrière
Lorsqu'elle commence à vouloir devenir DJ, elle se souvient de la difficulté qu'il y avait à percer dans le milieu. « Je me souviens que tout le monde se moquait de moi quand je voulais commencer à faire DJ... et bien sûr, tous étaient des hommes ». En 2015, Paramida joue son premier set au Panoramabar de Berghain. En 2020, elle devient DJ résidente du club, et travaille également comme DJ de tournée,. Elle devient résidentes de diverses chaînes de radio, notamment Rinse FM à Londres et la station de radio berlinoise Refuge Worldwide. En 2023, elle tient devient résidente sur BBC Radio 1, et en 2024, elle présente une émission BBC Essential Mix pour la station. 
En 2020, elle commence à produire sa propre musique. En 2021, Paramida sort son premier EP solo, Dream Ritual,. En 2022, elle sort son deuxième EP sur son label Love on the Rocks, Moonrise VII,. Son troisième EP, Devil's Destination, sort en 2025 sur son label Love on the Rocks. 
En 2023, elle est nommée dans l'émission 100 Women de la BBC.

### Love on the Rocks
En 2014, alors qu'elle travaille chez Oye Records à Berlin, Paramida décide de lancer son propre label discographique, Love on the Rocks, afin d'explorer différents types de goûts musicaux,. Le label incorpore des styles et des goûts musicaux variés, notamment l'Italo disco, le disco et la néo-trance Goa, chaque sortie présentant quelque chose de différent pour les auditeurs.
En 2024, le label fête son 10e anniversaire en publiant l'album compilation Sky is the Limit. En 2025, le label sort 30 disques.